# Exenterus tsugae
Exenterus tsugae är en stekelart som beskrevs av Joseph Augustine Cushman 1940. Exenterus tsugae ingår i släktet Exenterus och familjen brokparasitsteklar. Inga underarter finns listade i Catalogue of Life.